# تاختن در گردباد
تاختن در گردباد (انگلیسی: Ride in the Whirlwind) فیلمی وسترن به کارگردانی مونتی هلمن محصول سال ۱۹۶۶ است. از بازیگران آن می‌توان به جک نیکلسون، ملی پرکینس، کامرون میچل، هری دین استنتون، و راپرت کراس اشاره کرد.
این فیلم به همراه فیلم مشابه دیگری از همین کارگردان به نام تیراندازی، از نخستین نمونه‌های وسترن اسیدی قلمداد شده‌اند.